# Реки Аргентины
Наиболее полноводные реки Аргентины расположены на северо-востоке страны в бассейне Ла-Платы. К ним относятся системы рек Парана (вторая по длине и площади бассейна в Южной Америке), Парагвай и Уругвай. На западе, в равнинно-котловинной части Аргентины располагается бессточная область (бассейн Мар-Чикита и др.). Примерно треть территории страны бессточна, либо имеет внутренний сток. В Патагонии реки в основном транзитные, текут с восточных склонов Анд к Атлантическому океану. В верховьях эти реки обладают большими запасами гидроэнергии.

## Список рек по бассейнам
Ниже приведён список рек, разделённый по основным бассейнам:

### Атлантический океан

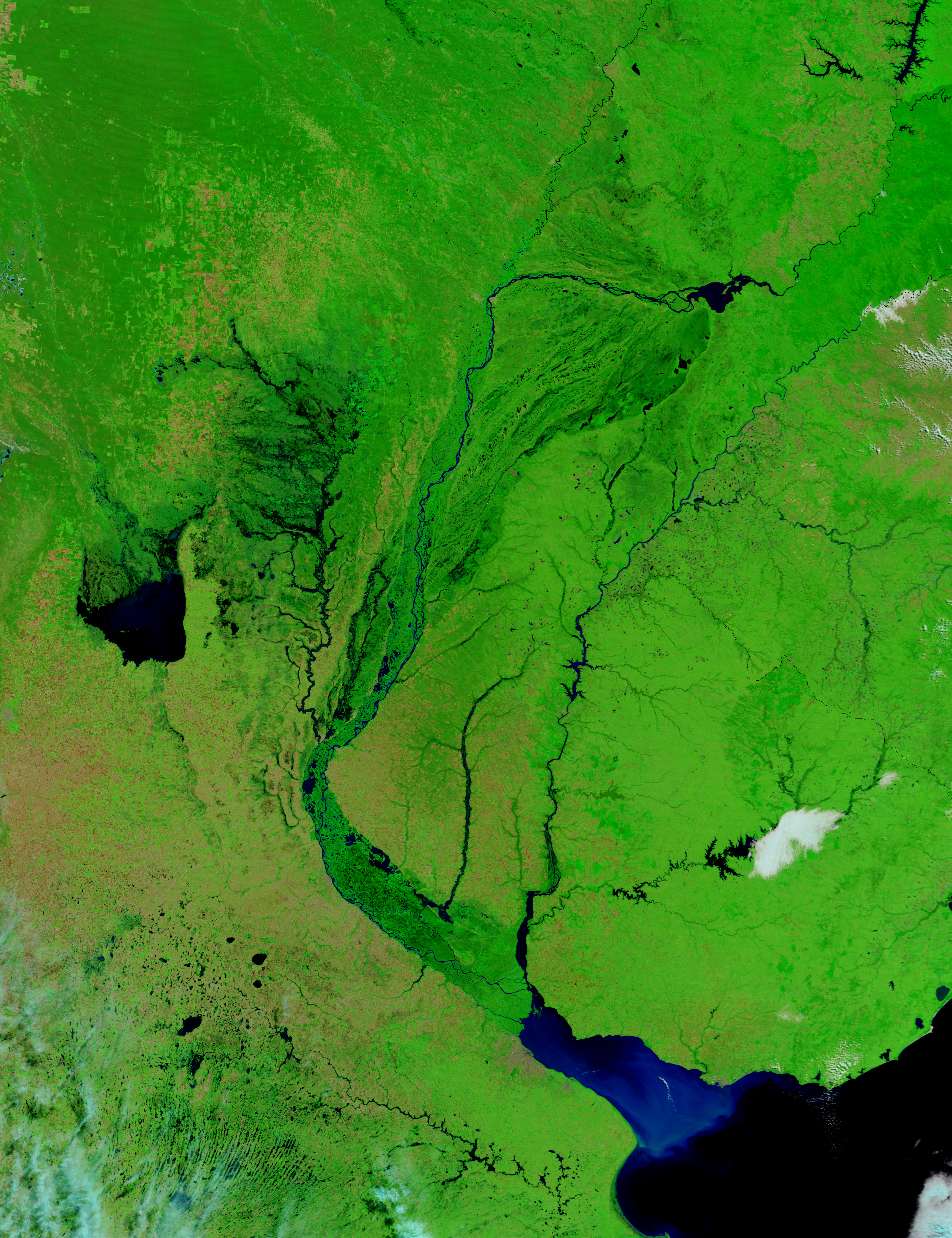
Лаплатская низменность в период высокой воды, 2003 год

#### Бассейн Ла-Платы
- Ла-Плата (эстуарий)
  - Уругвай
    - Агуапей es:Río Aguapey
    - Мириньяй
    - Гуалегуайчу
    - Мокорета

- - Парана (река)
    - Игуасу (река)

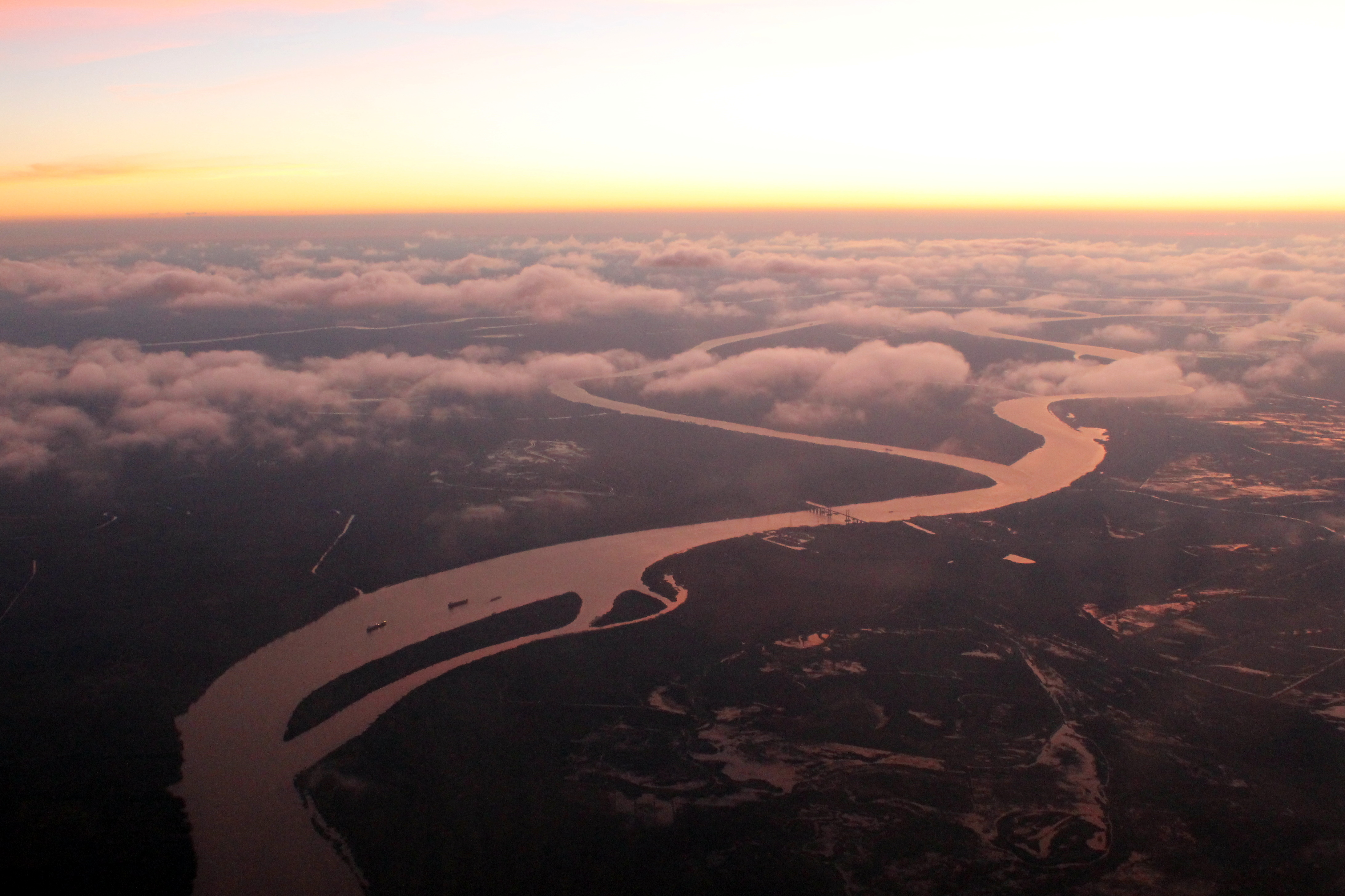
Рукав Парана-Гуасу в дельте реки Парана

      - Сан-Антонио (приток Игуасу) en:San Antonio River (South America)

    - Парагвай (река)
      - Пилькомайо (река)
      - Рио-Бермехо
        - Сан-Франциско (приток Рио-Бермехо) es:Río San Francisco (Jujuy)
          - Мохоторо en:Mojotoro River

        - Рио-Пескадо fr:Río Pescado
          - Ируя en:Iruya River

        - Тариха (река) en:Río Grande de Tarija

    - Арресифес
    - Гуалегуай
    - Саладильо en:Saladillo Stream
    - Лудуэнья
    - Рио-Негро (приток Параны) en:Negro River (Chaco)
    - Саладо (приток Параны)
      - Орконес en:Horcones River
      - Ареналес (река) en:Arenales River

    - Каркаранья
      - Рио-Терсеро
      - Рио-Куарто

    - Сан-Хавьер (река)
    - Гуайкираро en:Guayquiraró River
    - Корриентес (река) en:Corrientes River

  - Лухан (река) es:Río Luján
    - Реконкиста (река)

  - Матанса (река)
- Саладо (река, впадает в Ла-Плату)

#### Реки Патагонии и Огненной Земли

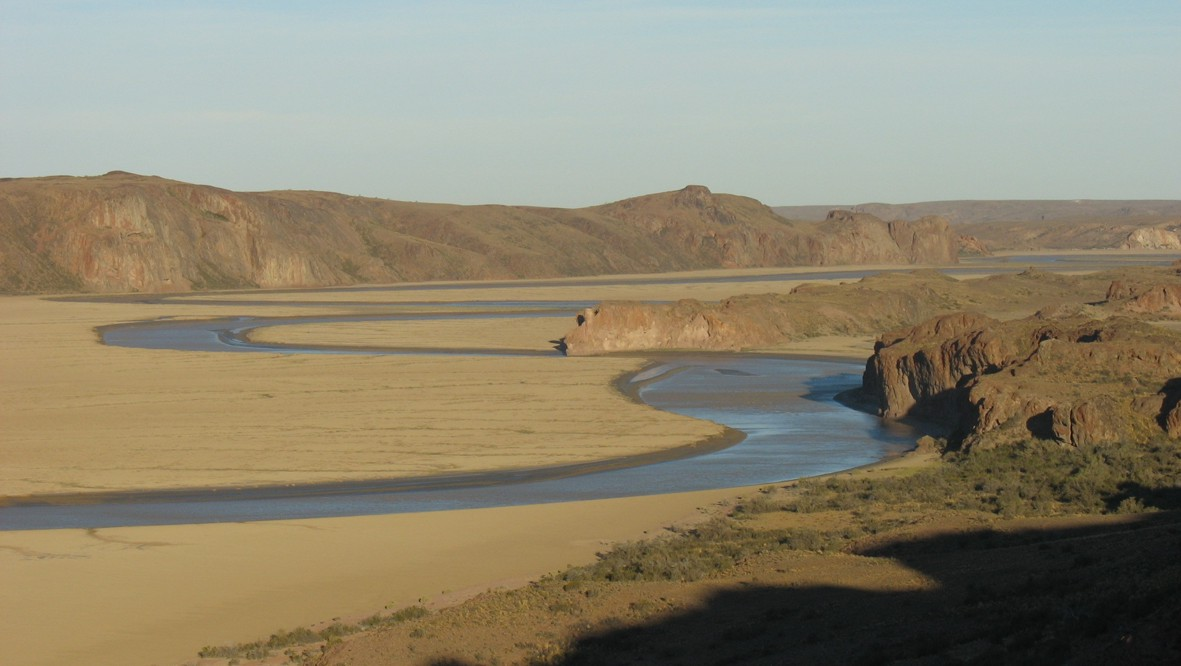
Меандры реки Десеадо

- Рио-Колорадо
  - Десагуадеро (река, Аргентина)
    - Сан-Хуан (приток Десагуадеро)
      - Кастаньо-Вьехо es:Río Castaño

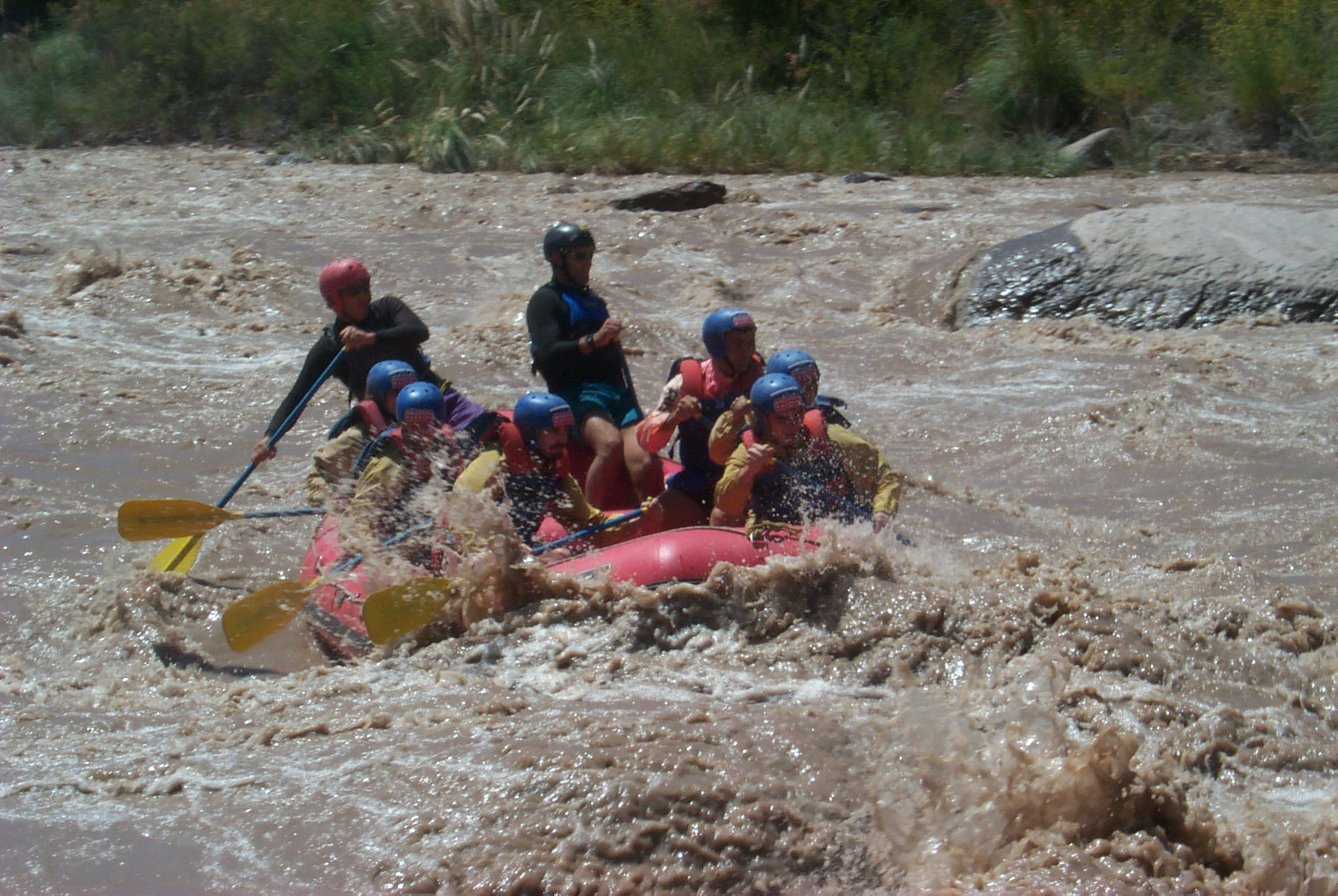
Сплав по реке Мендоса

      - Патос (приток Сан-Хуана) es:Río de los Patos
        - Рио-Бланко es:Río Blanco (Calingasta)

    - Мендоса (приток Десагуадеро)
      - Тупунгато (река) en:Tupungato River

    - Винчина-Бермехо
      - Хачаль en:Jáchal River

    - Тунуян en:Tunuyán River
    - Дьяманте
    - Атуэль

  - Барранкас (река) en:Barrancas River
  - Рио-Гранде (приток Рио-Колорадо) en:Grande River (Argentina)
- Рио-Негро (река, впадает в Атлантический океан)
  - Неукен (река)
    - Рио-Агрио es:Río Agrio

  - Лимай
    - Трафуль es:Río Traful
    - Кольон-Кура (река) en:Collón Curá River
      - Алумине (река) en:Aluminé River
      - Чимеуин en:Chimehuin River
- Чубут (река)
  - Тека (приток Чубута) es:Río Tecka (Гуальхайна)
  - Рио-Чико (приток Чубута)
    - Сенгерр

- Рио-Десеадо
  - Пинтурас en:Pinturas River
- Рио-Санта-Крус
  - Рио-Ла-Леона es:Río La Leona
  - Рио-Чико (приток Санта-Крус)
    - Бельграно (река) es:Río Belgrano
    - Чалия (Шеуэн) es:Río Chalía
- Коч (река, впадает в Атлантический океан) es:Río Coig
- Гальегос (река)
- Рио-Чико (приток Гальегоса) es:Río Chico/Ciaike
- Рио-Гранде (река, Огненная Земля)
- Рио-Чико (река, Огненная земля) es:Río Chico (Tierra del Fuego)

### Внутренние области

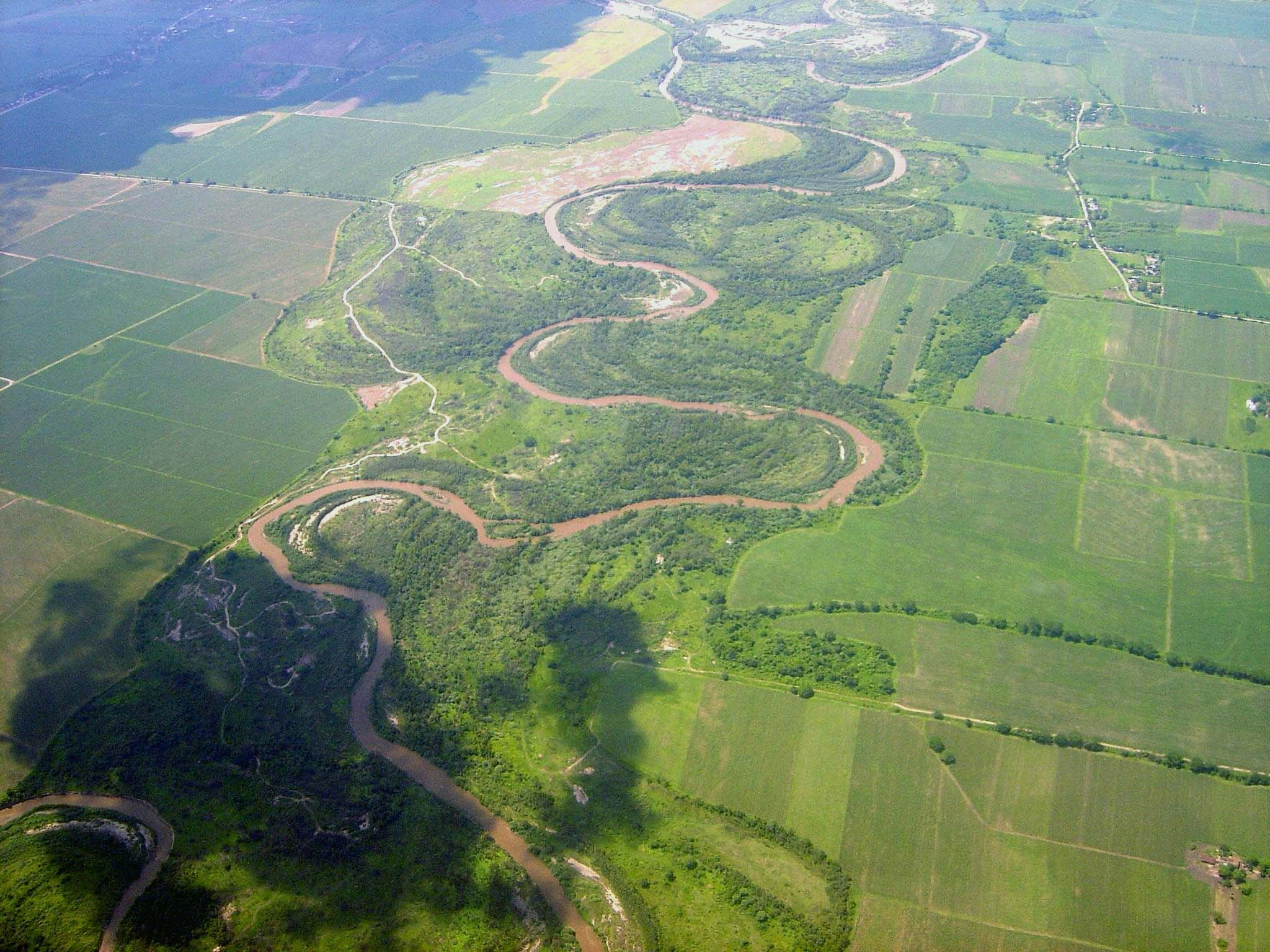
Река Сали

- Рио-Карапари fr:Río Carapari
- Тартагаль (река) en:Tartagal River
- Абаукан en:Abaucán River
- Мар-Чикита
  - Рио-Дульсе (река, впадает в Мар-Чикиту)
    - Сали en:Salí River

  - Рио-Примеро
    - Коскин

  - Рио-Сегундо en:Segundo River
- Рио-Кинто en:Quinto River (Popopis River)
- Маларгуэ (река) en:Malargüe River

### Бассейн Тихого океана

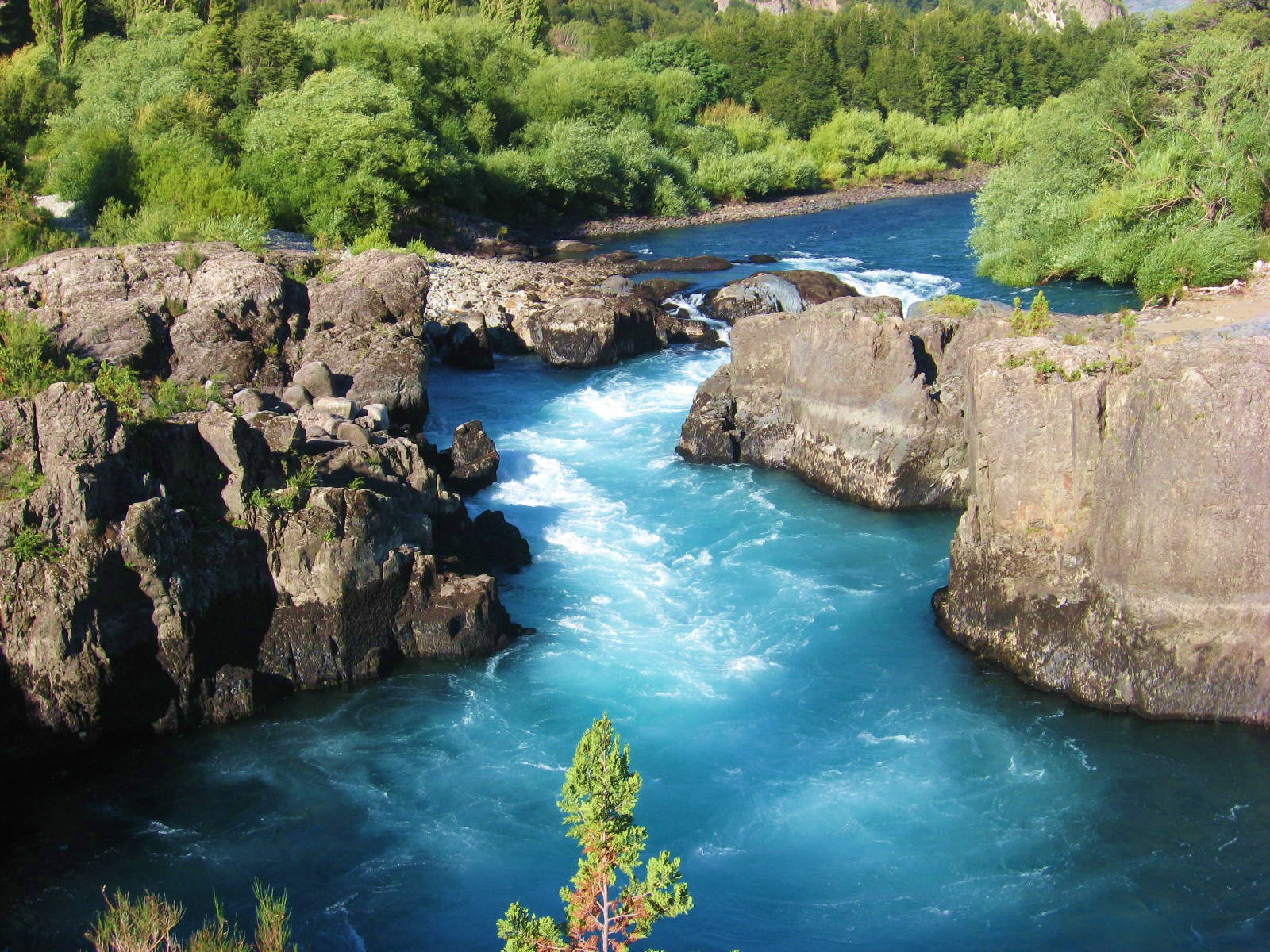
Река Футалеуфу

- Уа-Ум en:Hua Hum River
- Пуэло (река) en:Puelo River
  - Мансо (река) es:Río Manso
- Футалеуфу
- Карренлеуфу
- Симпсон (река) en:Simpson River
- притоки озера Пуэйрредон
- Рио-Майер es:Río Mayer
- Вискачас es:Río Vizcachas